# Villers-Grélot
Villers-Grélot är en kommun i departementet Doubs i regionen Bourgogne-Franche-Comté i östra Frankrike. Kommunen ligger i kantonen Roulans som tillhör arrondissementet Besançon. År 2022 hade Villers-Grélot 144 invånare.

## Befolkningsutveckling
Antalet invånare i kommunen Villers-Grélot
Referens:INSEE